# Matteo Capranica
Matteo Capranica,né à Amatrice?, le 26 août 1708 – décédé à Naples, après 1776, est un compositeur et organiste italien.

## Biographie
Il a étudié la musique dans sa jeunesse à Naples au Conservatoire de Sant'Onofrio a Porta Capuana, avec comme professeurs Nicola Porpora, Ignazio Prota et Francesco Feo. Après avoir terminé ses études, il a été actif en tant que maître de chapelle dans diverses églises de Naples et en parallèle il s'est consacré aussi à la composition de musique sacrée et d'opéras. Dans le domaine du théâtre, sa première production a été l'opéra comique Il Carlo représenté en 1736 au Teatro Nuovo de Naples. Plus tard, il a été nommé organiste du deuxième chœur de la chapelle de la cathédrale de Naples (la célèbre Chapelle du Trésor).

## Œuvres

### Opéras
- Il Carlo (opera buffa, livret de Antonio Palomba, 1736, Naples)
- L'amante impazzito (opera buffa, livret de Pietro Trinchera, 1738, Naples)
- L'Eugenia (opera buffa, livret de Antonio Palomba, 1745, Naples)
- Alcibiade (opera seria, livret de Gaetano Roccaforte, 1746, Rome)
- L'Emilia (opera buffa, livret de Pietro Trinchera, basé sur le livret Lo castiello sacchejato de Francesco Oliva, 1747, Naples)
- L'Aurelio (opera buffa, livret de Pietro Trinchera, basé sur le livret Alidoro de Gennaro Antonio Federico, 1748, Naples)
- Merope (opera seria, livret de Apostolo Zeno, 1751, Rome)
- La schiava amante (commedia per musica, livret de Antonio Palomba, 1753, Naples)
- L'Olindo (opera buffa, livret de Antonio Palomba, mis en musique en collaboration avec Nicola Conti, 1753, Naples)

### Autres œuvres
- Cantata di Calendimaggio (cantate, 1748, Malte)
- San Gaetano (oratorio, 1739, Macerata)
- Debbora (oratorio, 1742, Cesena)
- Dixit Dominus
- Salve regina
- 2 Messes
- Sonata in sol maggiore per 2 violini
- Sonata in do maggiore per violino
- 6 toccate per clavicembalo
- Varie arie e duetti

## Source
- (it) Cet article est partiellement ou en totalité issu de l’article de Wikipédia en italien intitulé « Matteo Capranica » (voir la liste des auteurs).